# Императорский и королевский ландвер
Императорский и королевский ландвер (нем. Kaiserlich-königliche Landwehr, k.k. Landwehr), Вооружённые силы Австрии, Вооружённые силы австрийских земель австро-венгерской короны — милиционные войска («оборона земли» — ландвер) в составе  Сухопутных сил Австро-Венгерской Империи, в период с 1867 года по 1918 год, войска независимые от Сухопутных войск Австро-Венгерской империи. 
Причиной сформирования в 1867 году независимых от короны государственных Вооружённых сил было желание короны иметь самостоятельные Вооружённые силы австрийских земель в противовес Вооружённым силам королевского правительства Венгрии.

## История

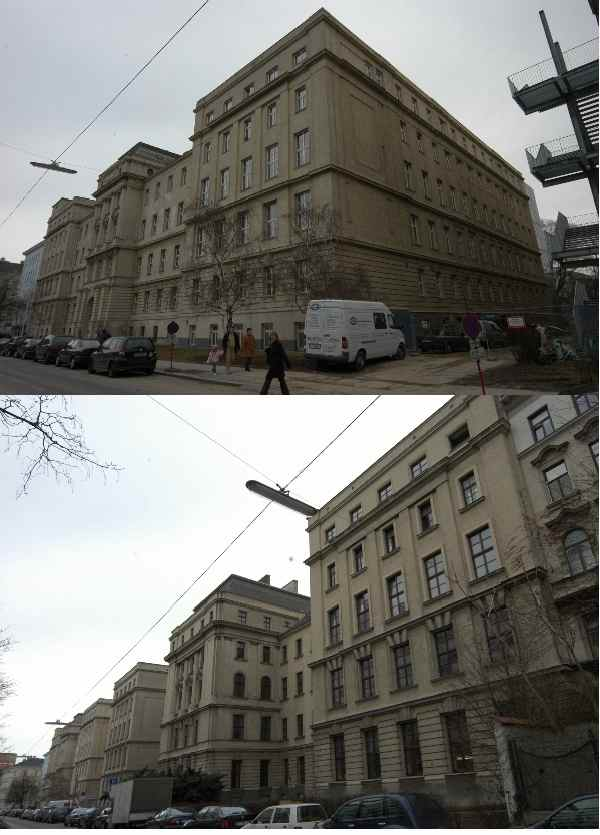
Здание Военного училища
им. Франца-Иосифа
(пер. Бургаве, д. 13-15)

Термин «ландвер»  (нем. Landwehr) в землях Священной Римской Империи Германской нации примерно с XVI столетия  обозначал мобилизуемое в военное время народное ополчение. В период наполеоновских войн в Западной Европе по Императорскому указу Австрийской Империи 1808 года задачи ландвера в составе Вооружённых сил повышались до регулярных соединений второй линии Сухопутных войск. Регулярные части ландвера Австрийской империи применялись в боевых действиях в 1809 — 1859 годов, после чего переведены в состояние ополчения.

### Ландвер Австрии
Ландвер в Австро-Венгерской империи появился по Конституции 1867 года.
Австро-Венгерская армия того времени состояла из трех категорий войск:
- общеимперские «цесарские» полки;
- австрийский и венгерский ландвер (последний по-русски традиционно называется «гонвед»);
- австрийский и венгерский ландштурм[1].

Для Вооружённых сил австрийских земель (Цизлейтании или Литавщины) основные задачи определялись текстом Закона № 41 Рейхсрата от 1889 г.):
§ 4. В военное время ВС Австрии поступают в распоряжение командования Сухопутных сил с целями обороны австрийских земель Короны. В мирное время ВС Австрии обеспечивают поддержание безопасности и правопорядка.
§ 14 того же Закона определял численность ВС Австрии мирного времени в 30 тыс. чел.
В отличие от Сухопутных войск Германской империи, в Австрии с 1867 года термин «ландвер» употреблялся для обозначения Вооружённых сил земель, а не мобрезерва запаса. Для последнего в Вооруженных силах Австро-Венгерии использовался термин «ландштурм» (нем. Landsturm).

## Руководство

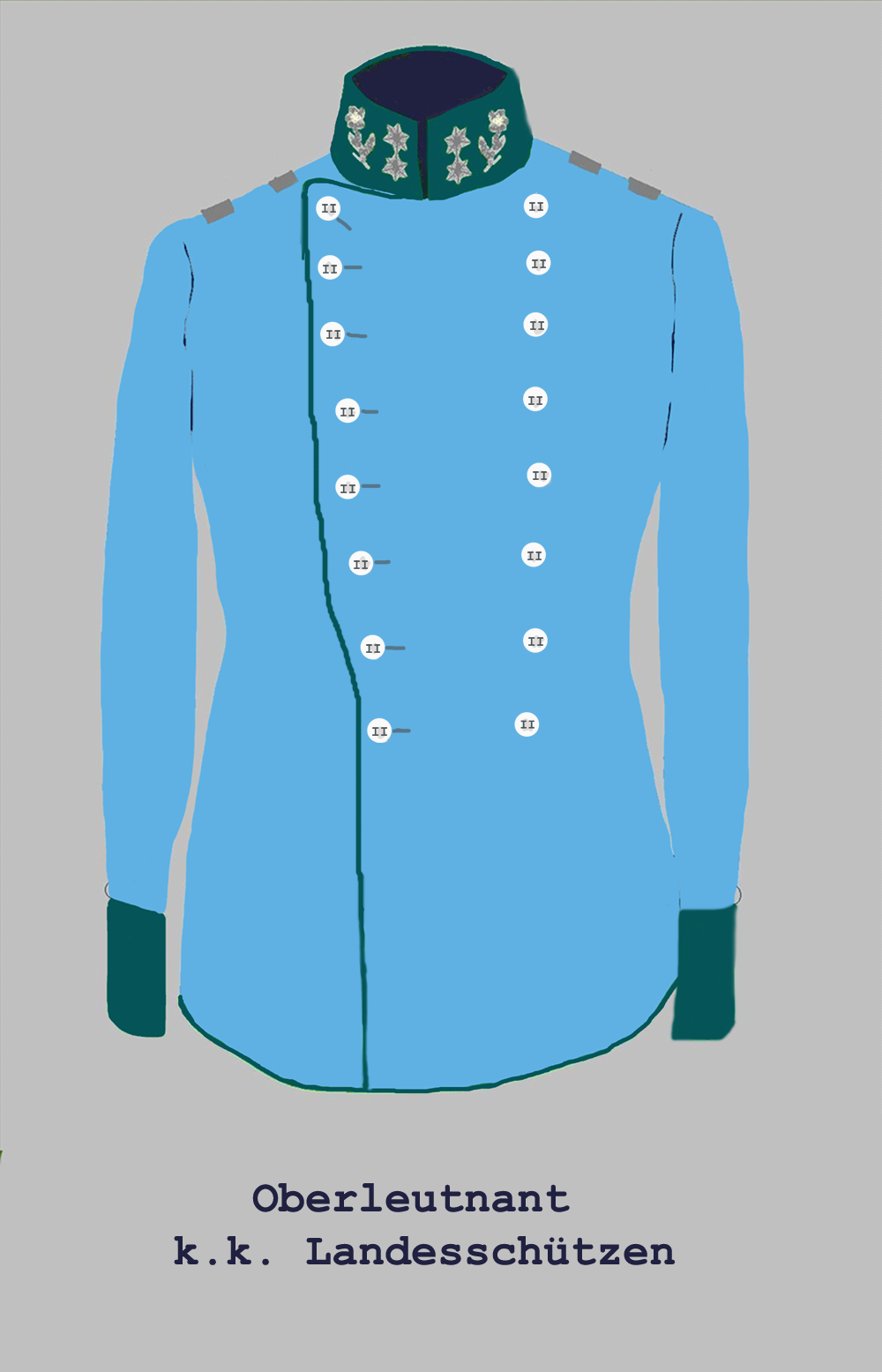
Парадный китель обер-лейтенанта ВС Австрии

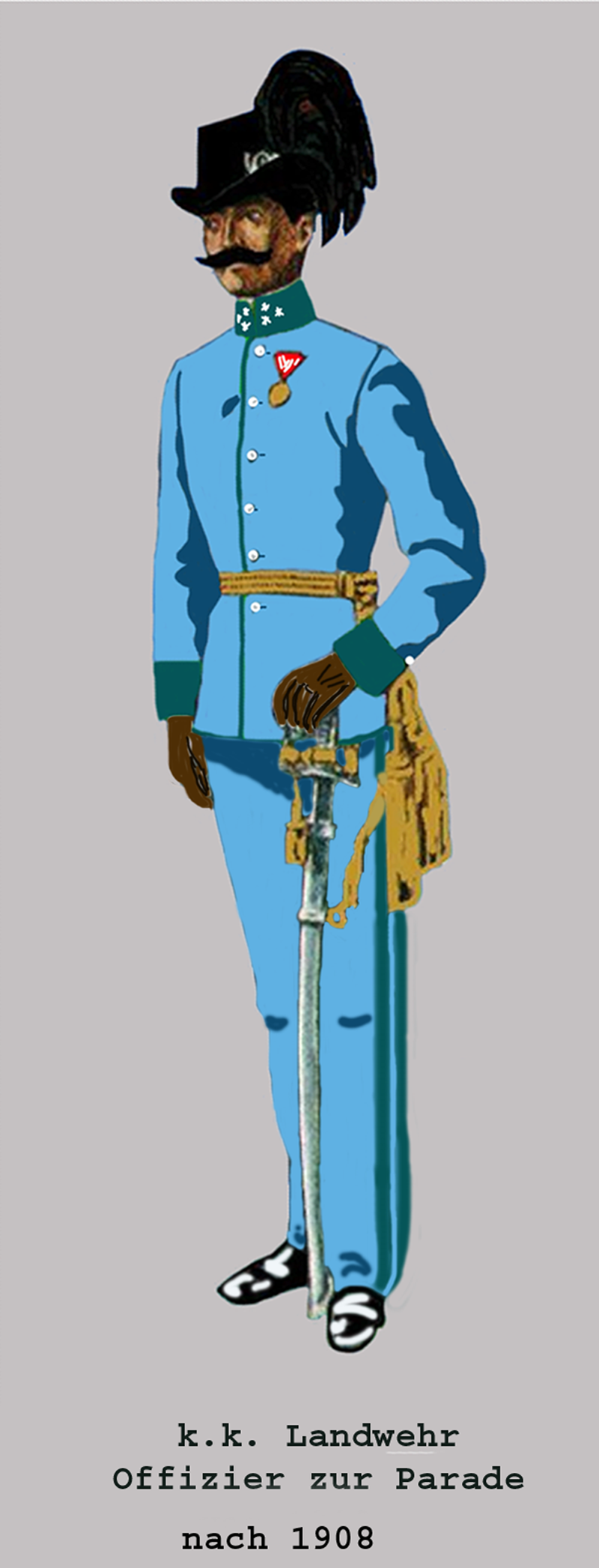
Капитан ВС Австрии в парадном мундире с поясным шарфом и форменной тирольской шляпе (1908 г.)

Административным и материальным обеспечением Вооружённых сил Австрии занималось независимое от Военного Министерства Министерство Вооружённых сил Австрии. Как австрийское, так и венгерское Министерства обеспечивали деятельность своих Вооружённых сил в соответствии с распределяемыми парламентами земель бюджетами. 
Министерство Вооруженных сил Австрии располагалось в г. Вена, ул. Бабенбергер, д. 5, оперативное управление - в здании Министерства юстиции на пл. Шиллера, штабы полков - в арендованных помещениях. 
В г. Вена имелись следующие воинские части ВС Австрии: в/ч  «Кайзер-эбердорф», в/ч  «Франц-Иосиф», в/ч «Зибенбруннен», заводы стрелкового вооружения и военного снаряжения. ВС Австрии располагали собственными воинскими частями, полигонами и жилым фондом. 
Подготовка командного состава велась в Военном училище им. Франца-Иосифа (г. Вена) и двух командных училищах (г. Вена и г. Брук-на-Лейте).

## Состав
На 1914 год ВС Австрии имели в своем составе:
- 7 пехотных дивизий (35 полков) и горную бригаду (3 полка)
- 1 кавдивизию (6 уланских кавполков и 2 коннострелковых дивизиона Тироля и Далмации)
- по 8 пушечных и гаубичных артдивизионов [5]

Основой штатной структуры Вооруженных сил Австрии являлась пехотная или горная дивизия двухбригадного состава с кавалерийскими и артиллерийскими дивизионами усиления и полками трехбатальонного состава (в отличие от четырехбатальонной структуры  полков Сухопутных войск).
Части ВС Австрии именовались по месту дислокации штаба части (полк №6 «Эгер», горный полк №3 «Иннихен»), что давало привязку частей по землям и гарнизонам дислокации.

## Материальное обеспечение
ВС Австрии во многом превосходили Сухопутные войска по материальному обеспечению в связи с целевым финансированием Рейхсрата. Так, в 1905 г. общий бюджет Сухопутных войск и ВМС (321 тыс. чел.) составил 350, а ВС Австрии (36 тыс. чел.) - более 60 млн крон. 

## Призыв и воинский учёт
Призывной возраст составлял 21 год, срок воинского учёта в Вооружённых силах составлял 12 лет (2 года службы и 10 лет запаса), после чего военнообязанные передавались на учёт ландштурма. Общая численность Вооружённых сил обеих земель на 1906 год составляла до 70 тысяч человек, а призывной резерв в составе Сухопутных сил — 360 тыс. чел. Срок службы так называемых «добровольцев» («вольноопределяющихся») составлял 1 год за собственный счёт без государственного содержания.

## Языковой вопрос
В отличие от Императорских Сухопутных войск призыв в ВС Австрии шел только с австрийских, в ВС Венгрии — только с венгерских земель короны. В качестве единого командного языка Вооруженных сил использовался немецкий, которым владело большинство офицерского состава, в расположении использовался язык титульной национальности.

## Структура формирований
| Соединения ВС Австрии Австро-Венгерской Империи (1914 г.)                                                                      |                |               |              |                                                           |
| Дивизия | Штаб           | Бригады       | Дислокация   | Состав                                                    |
| Австрия Erzherzogtum Österreich ob/unter der Enns Herzogtums Salzburg/Steiermark/Kärnten/Krain Grafschaft Tirol mit Vorarlberg |                |               |              |                                                           |
| 13-я | г. Вена        | 25-я          | г. Вена      | Полки №1, № 24 («Вена»)                                   |
| 13-я | г. Вена        | 26-я          | г. Брно      | Полки №14 («Кромержиж») №25 («Брно»)                      |
| 22-я | г. Грац        | 43-я          | г. Грац      | Полки № 3 («Грац») №26 («Марбург») №31 («Тешен»)          |
| 22-я | г. Грац        | 44-я          | г. Пула      | Полки № 4 («Клагенфурт») №5 («Пула») №27 («Любляна»)      |
| 44-я | г. Инсбрук     | 87-я          | г. Линц      | Полки №2 («Линц») №21 («Санкт-Пёльтен»)                   |
| 44-я | г. Инсбрук     | 88-я (горная) | г. Боцен     | Горные полки №I («Триент») №II («Боцен») №III («Иннихен») |
| Чехия Königreich Böhmen Markgrafschaft Mähren                                                                                  |                |               |              |                                                           |
| 21-я | г. Прага       | 41-я          | г. Пльзень   | №6 («Эгер») №7 («Пльзень»)                                |
| 21-я | г. Прага       | 42-я          | г. Прага     | № 8 («Прага») №28 («Писек») №29 («Будейовицы»)            |
| 26-я | г. Литомержице | 51-я          | г. Яромеж    |                                                           |
| 26-я | г. Литомержице | 52-я          | г. Терезин   | № 11 («Йичин») №12 («Часлав») №30 («Гогенмаут»)           |
| 26-я | г. Литомержице | 49-я          | г. Вена      |                                                           |
| Галиция Königreich Galizien und Lodomerien                                                                                     |                |               |              |                                                           |
| 45-я | г. Перемышль   | 89-я          | г. Перемышль | № 18 («Перемышль») №33 («Стрый»)                          |
| 45-я | г. Перемышль   | 90-я          | г. Ярослав   | № 17 («Ряшов») №33 («Ярослав»)                            |
| 46-я | г. Краков      | 91-я          | г. Краков    | № 16 («Краков») №31 («Цешин»)                             |
| 46-я | г. Краков      | 92-я          | г. Ольмуц    | № 13 («Ольмуц») №14 («Брюнн»)                             |

## Чины и знаки различия

### Генералы и офицеры
| Офицерские чины Вооруженных сил Австрии Австро-Венгерской Империи (1914 г.) |                             |                    |                                    |                        |                    |
| Категории                                                                   | Маршалы Feldmarschall       | Генералы Generalen | Генералы Generalen                 | Генералы Generalen     | Генералы Generalen |
| Петлицы                                                                     |                             |                    |                                    |                        |                    |
| Чины                                                                        | Feldmarschall               | Generaloberst      | Генерал рода войск Feldzeugmeister | Feldmarschaleutnant    | Generalmajor       |
| Русский перевод                                                             | Фельдмаршал                 | Генерал- оберст    | Генерал рода войск                 | Фельдмаршал- лейтенант | Генерал- майор     |
| Звание ВС России                                                            | Маршал Российской Федерации | Генерал армии      | Генерал- полковник                 | Генерал- лейтенант     | Генерал- майор     |

| Категории        | Старшие офицеры Staboffiziere | Старшие офицеры Staboffiziere | Старшие офицеры Staboffiziere | Младшие офицеры Oberoffiziere | Младшие офицеры Oberoffiziere | Младшие офицеры Oberoffiziere | Младшие офицеры Oberoffiziere |
| ---------------- | ----------------------------- | ----------------------------- | ----------------------------- | ----------------------------- | ----------------------------- | ----------------------------- | ----------------------------- |
| Петлицы          |                               |                               |                               |                               |                               |                               |                               |
| Чины             | Oberst                        | Oberstleutnant                | Major                         | Hauptmann                     | Oberleutnant                  | Leutnant                      |                               |
| Русский перевод  | Оберст                        | Оберст- лейтенант             | Майор                         | Гауптман                      | Обер- лейтенант               | Лейтенант                     |                               |
| Звание ВС России | Полковник                     | Подполковник                  | Майор                         | Капитан                       | Старший лейтенант             | Лейтенант                     |                               |

### Рядовой и унтер-офицерский состав

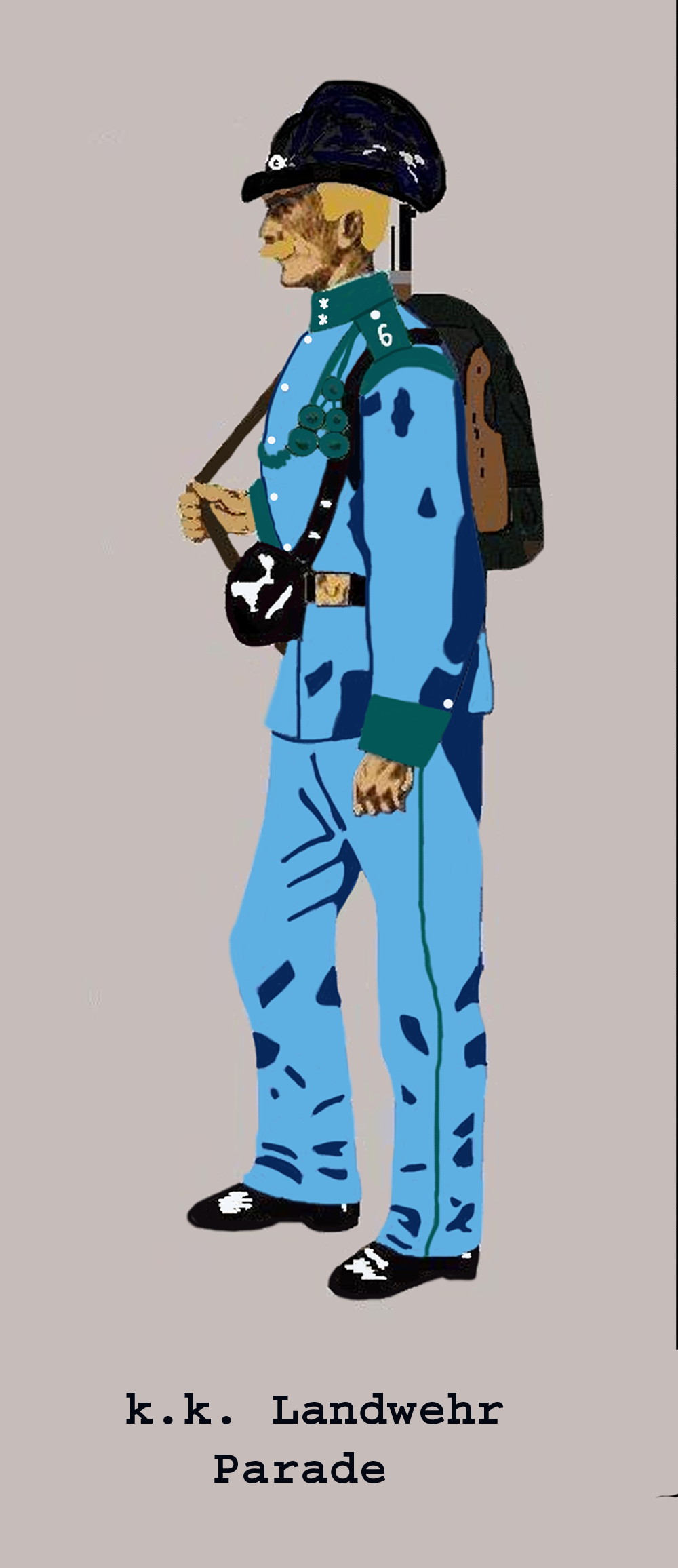
Капрал горных частей ВС Австрии в парадном мундире (1908 г.)

| Нижние чины Вооруженных сил Австрии Австро-Венгерской Империи (1914 г.) |                                                  |                                                  |                     |                     |                     |                                          |                                          |                                          |
| Категории                                                               | Кандидаты в офицеры Stellvertretern zu Offiziere | Кандидаты в офицеры Stellvertretern zu Offiziere | Старшины Feldwebeln | Старшины Feldwebeln | Старшины Feldwebeln | Стрелки и капралы Schuetze und Korporale | Стрелки и капралы Schuetze und Korporale | Стрелки и капралы Schuetze und Korporale |
| Петлицы                                                                 |                                                  |                                                  |                     |                     |                     |                                          |                                          |                                          |
| Чины                                                                    | Fähnrich                                         | Kadett                                           | Stabsfeldwebel      | Feldwebel           | Zugsführer          | Korporal                                 | Gefreiter                                | Infanterist                              |
| Русский перевод                                                         | Фендрик                                          | Кадет                                            | Старший фельдфебель | Фельдфебель         | Командир отделения  | Капрал                                   | Ефрейтор                                 | Пехотинец                                |
| Звание ВС России                                                        | Старший прапорщик                                | Прапорщик                                        | Старшина            | Старший сержант     | Сержант             | Младший сержант                          | Ефрейтор                                 | Рядовой                                  |